# Chrono-minets
Chrono-minets est un recueil de nouvelles de science-fiction d'Isaac Asimov composé à partir du recueil original anglais Période d'essai publié en 1972. Ce recueil a été découpé en France en quatre parties : Chrono-minets en est la troisième et a été publiée pour la première fois en 1975.

## Liste des nouvelles
- Super-Neutron ((en) Super-Neutron, 1941)
- Non définitif ! ((en) Not Final!, 1941)
- Bon sang ne saurait mentir ((en) Legal Rites, 1950)
- Chrono-minets ((en) Time Pussy, 1942)
- Auteur ! Auteur ! ((en) Author! Author!, 1964)
- Arrêt de mort ((en) Death Sentence, 1943)

## Nouvelles

### Super-Neutron
- Titre original : Super-Neutron
- Année de publication : 1941 dans Astonishing Science Fiction
- Résumé : En 2144, les membres de l'Honorable Société d'Ananias se réunissent chaque premier dimanche du mois afin de partager un déjeuner et de mesurer leur talents de menteurs. « À chaque réunion, à tour de rôle, un des membres devait raconter une histoire, et cette histoire devait satisfaire à deux conditions : elle devait être un mensonge énorme, compliqué, abracadabrant, et en même temps, il fallait qu'elle ait toutes les apparences de la vérité. ». Tout se déroule bien jusqu'à ce que Hayes, jusqu'à présent simple spectateur des débats des membres de la Société, ne raconte à son tour une histoire. Selon lui il aurait découvert une nouvelle planète sans aucun champ gravitationnel filant tout droit à travers l'espace en direction du Soleil, provoquant par ce fait une supernova. Il prédit la fin du système solaire pour 2 heures 17 minutes et 30 secondes. Malgré quelques questions visant à le déstabiliser, Hayes convainc les membres de la Société qui finissent par croire à leur fin prochaine. Finalement l'événement n'a pas lieu et Hayes est élu président à vie de l'Honorable Société d'Ananias. Le narrateur suppute cependant que Hayes a triché, en effet celui-ci a bien raconté une histoire ayant l'air vraie, mais ce ne serait pas un mensonge.
- Autour de l'œuvre
  - En se lançant dans l'écriture de cette nouvelle, Asimov avait prévu d'en faire une série dont Super-Neutron n'aurait été que le premier épisode. Finalement il abandonna l'idée et aucune suite ne vit le jour.
  - Asimov évoque le masurium, qui est en fait le nom donné à une fausse découverte liée à l'élément no 43 en 1926. Le manque de recherche sur le sujet lui aura fait commettre cette erreur.
  - La nouvelle est l'ancêtre des nouvelles que l'auteur développera ultérieurement dans son recueil du Cycle des veufs noirs.

### Non définitif!
- Titre original : Not final !
- Année de publication : 1941 dans Astounding Science Fiction
- Résumé : Le pouvoir colonial de Ganymède fait face à une situation exceptionnelle, à la suite de communications avec une forme de vie sur Jupiter, celle-ci menace d'exterminer les Terriens. Souhaitant débloquer des crédits et avertir l'ensemble de l'humanité, le secrétaire aux Affaires scientifiques de Ganymède, Leo Birnam, emmène le secrétaires aux Affaires coloniales, Nicolas Orloff, visiter un laboratoire de recherche où sont menées des expérimentations sur les champs de force. Ceux-ci seraient en effet le seul moyen pour les Jupitériens de quitter leur planète et de présenter une réelle menace : l'humanité se doit donc de maîtriser cette technologie. Après que le professeur Edmond Prosser les a rassurés sur l'impossibilité de la création d'un champ de force assez puissant pour permettre aux Jupitériens de quitter leur planète, Nicolas Orloff demande à la Terre l'envoi d'un vaisseau pour le ramener sur Terre. Le vaisseau n'est autre que Le Transparent, vaisseau de nouvelle génération utilisant les champs de force en ayant repoussé toutes les limites imaginables.
- Autour de l'œuvre : Isaac Asimov commence l'écriture de Non définitif ! le 24 mai 1941 et la remet à John W. Campbell le 2 juin 1941 ; celui-ci l'accepte le 6 juin 1941. Victoire par inadvertance lui fait suite.

### Auteur! Auteur!
- Titre original : Author ! Author !
- Année de publication : 1964 (rédaction en 1943) ; publication en France : 1975
- Résumé : Graham Dorn, auteur de romans policiers, décide de ne plus poursuivre l'écriture de sa série phare mettant en scène les enquêtes de Reginald de Meister. N'ayant cure des réprimandes de sa compagne et de son éditeur, il devra faire face à l'apparition de son personnage dans le monde réel, qui le pressera de continuer la série en plus de lui voler sa compagne. Finalement Graham Dorn parviendra à se débarrasser de l'importun en remaniant le manuscrit du dernier de ses romans non encore publié.
- Autour de l'œuvre : Isaac Asimov commença l'écriture de la nouvelle le 13 janvier 1943. Il termina la première version le 5 mars 1943 et la version finale le 4 avril 1943. John W. Campbell l'accepta le 6 avril 1943 pour la publier dans Unknown, Asimov toucha 1 cent un quart par mot, le tarif de base plus une prime, soit 150 dollars en tout. En raison de difficultés financières et du manque de papier dus à la Seconde Guerre mondiale, les éditions Street & Smith décidèrent d'arrêter la publication de Unknown au profit de Astounding Science Fiction ; la nouvelle d'Asimov ne fut jamais publiée dans ses pages. Cette nouvelle fut publiée pour la première fois en janvier 1964 dans une anthologie de Unknown par Don Bensen aux éditions Pyramid.
- Selon l'auteur, il s'agit d'une nouvelle de « fantaisie-fantastique ».

### Arrêt de mort
- Titre original : Death Sentence
- Année de publication : 1943
- Publication en France dans Histoires galactiques.
- Résumé : Theor Realo, petit bonhomme albinos aux yeux roses, convainc le Conseil psychologique d'organiser une expédition sur Dorlis, une planète isolée. Selon lui cette planète aurait servi d'expérience psychologique à grande échelle à la 1re Confédération, ses habitants étant des robots positroniques laissés à eux-mêmes depuis 15 000 ans. Considérant une telle expérience comme pouvant être source de danger pour la Confédération, le sous-secrétaire d'État prône une destruction de la planète ; il devra argumenter face à l'accueil hostile des psychologues voulant étudier ce monde, persuadés d'y faire des découvertes majeures.
- Autour de l'œuvre :
  - Isaac Asimov envoya la nouvelle à John W. Campbell le 29 juin 1943, sept semaines après l'avoir commencée. Elle fut acceptée le 8 juillet 1943 et publiée dans le numéro de novembre 1943 de Astounding Science Fiction.
  - La nouvelle compte 7 200 mots qui lui furent payés un cent et quart chacun, soit le tarif de base plus une prime.

## Éditions françaises
- Denoël, coll. « Présence du futur », no 191, 1er trimestre 1975, traduction Ronald Blunden.
- Denoël, coll. « Présence du futur », no 191, novembre 1987, traduction de Ronald Blunden, couverture de Richard Martens, direction artistique de Stéphane Dumont  (ISBN 2-207-30191-5).
- Gallimard, coll. « Folio SF », no 83, décembre 2001, traduction de Ronald Blunden, couverture Benjamin Carré  (ISBN 2-07-042167-8).